# Rus (student)
 For alternative betydninger, se Rus. (Se også artikler, som begynder med Rus)
En rus eller russer er en førsteårsstuderende ved universitetet (bruges også om 1.g-elever på nogle gymnasier). Dette ord fra latinske udtryk depositurus, hvilket er en betegnelse for en person, der gennemgår et optagelsesritual. Det udtales uden stød (så det rimer på bus) og kan således skelnes fra et andet ord, rus med stød ("beruselse").
Betegnelsen går flere hundere år tilbage i historien.
Ordets oprindelse er omstridt. Ét bud er, at det oprindeligt er en forkortelse af det latinske depositurus, der betyder "en som skal aflægge sig (sine horn)". En anden mulighed (nævnt i Den Danske Ordbog) er, at ordet simpelthen er det latinske rus ("bondeland"), der kan være blevet brugt som skældsord mod nye studerende med dårlige manerer.
Traditionelt tales om en rus, flere russer, men det er i stigende grad almindeligt, at ordet forveksles med russer, en person fra Rusland, og således får flertalsformen russere, hvilket ifølge officiel retskrivning egentlig er en fejl.
I Norge bruges betegnelsen russ om gymnasieelever på sidste årgang. Her findes russefejring med huer, vogntur og andre traditioner, for eleverne efter sidste skoledag, men før eksamen. I forbindelse med Norges nationaldag d 17. maj går eleverne i optog igennem byerne sammen med de øvrige optog, der foregår denne dag.